# Marco Salvi

Wappen von Marco Salvi als Weihbischof in Perugia

Marco Salvi (* 4. April 1954 in Sansepolcro, Provinz Arezzo) ist ein italienischer römisch-katholischer Geistlicher und Bischof von Civita Castellana.

## Leben
Marco Salvi besuchte bis 1973 das Istituto Tecnico „Salviani“ in Città di Castello. Danach studierte Salvi zunächst an der Universität Florenz, an der er 1979 mit einer Arbeit über die Industrialisierung des Bauwesens einen Abschluss im Fach Architektur erlangte. Neben seinem Studium engagierte er sich in der Bewegung Comunione e Liberazione. 1978 trat er ins Priesterseminar in Arezzo ein und begann das Studium der Katholischen Theologie an der Theologischen Fakultät von Florenz, das er mit dem Baccellierato abschloss. Am 28. Mai 1983 empfing Salvi in der Kathedrale San Giovanni Evangelista in Sansepolcro durch den emeritierten Bischof von Arezzo, Cortona und Sansepolcro, Telesforo Giovanni Cioli OCarm, das Sakrament der Priesterweihe für das Bistum Sansepolcro.
Salvi war zuerst als Pfarrvikar der Pfarrei San Giuseppe alle Forche in Sansepolcro tätig, bevor er 1984 Pfarrer in Tavernelle wurde. Ferner unterrichtete er von 1985 bis 1995 Kunstgeschichte an den Gymnasien in Arezzo und in Cortona. Daneben erwarb er nach weiterführenden Studien an der Päpstlichen Universität Gregoriana in Rom ein Diplom im Fach Katholische Theologie. Am 30. September 1986 wurde er in den Klerus des Bistums Arezzo-Cortona-Sansepolcro inkardiniert. Ab 1999 war Salvi Propst von San Bartolomeo in Anghiari und Rektor des Heiligtums Madonna del Carmine al Combarbio sowie Koordinator der Seelsorgeeinheit. Zudem war er von 1993 bis 2005 für zwei Amtszeiten Präsident des diözesanen Instituts für die Versorgung der Kleriker. Parallel zu seiner seelsorglichen Tätigkeit ist Salvi seit 1991 als Architekt zugelassen und wirkte seit 1999 in dieser Funktion bei Restaurierungsarbeiten von Kirchen mit. Darüber hinaus gehörte er dem Verwaltungsrat der Banca di Credito Cooperativo von Anghiari-Stia an.
Am 15. Februar 2019 ernannte ihn Papst Franziskus zum Titularbischof von Termae Himerae und zum Weihbischof in Perugia-Città della Pieve. Die Bischofsweihe empfing Marco Salvi am 31. März desselben Jahres im Dom von Arezzo durch den Erzbischof von Perugia-Città della Pieve, Gualtiero Kardinal Bassetti; Mitkonsekratoren waren der emeritierte Präsident des Päpstlichen Rates für die Gesetzestexte, Francesco Kardinal Coccopalmerio, und der Bischof von Arezzo-Cortona-Sansepolcro, Riccardo Fontana. Sein Wahlspruch Duc in altum („Fahr hinaus“) stammt aus Lk 5,4 . Sein Amt trat Marco Salvi am 5. Mai 2019 an. Als Weihbischof war Salvi zudem Generalvikar des Erzbistums Perugia-Città della Pieve und Delegat für die kirchlichen Kulturgüter. Daneben gehörte er dem Priesterrat, dem Bischofsrat und dem Diözesanpastoralrat an sowie der Kommission für die Zulassung zur Priesterweihe. Ferner wurde er 2021 Vorsitzender der Diözesankommission für die Vorbereitung der Feierlichkeiten anlässlich des 500. Todestages von Perugino. Vom 30. Mai bis zum 11. September 2022 war Salvi während der Sedisvakanz zusätzlich Diözesanadministrator des Erzbistums Perugia-Città della Pieve.
Außerdem fungierte Salvi auf überdiözesaner Ebene seit dem 11. März 2019 als Sekretär der regionalen Bischofskonferenz der Kirchenregion Umbrien sowie als Präsident des Netzwerks der Diözesanmuseen in Umbrien und als Koordinator der Diözesaninstitute für die Versorgung der Kleriker in der Kirchenregion Umbrien.
Am 11. November 2022 ernannte ihn Papst Franziskus zum Bischof von Civita Castellana. Die Amtseinführung erfolgte am 8. Januar 2023.

## Schriften
- Carlo Cabassi, Marco Salvi: Il nuovo complesso parrocchiale di San Giovanni Battista nella parrocchia di Santa Maria in Subbiano (AR). Relazione di progetto. In: Giorgio Carini, Cristiano Marchegiani, Serena Nocentini, Enzo Papi (Hrsg.): Un nuovo spazio sacro in Toscana: il complesso parrocchiale di S. Giovanni Battista in Subbiano. Graficonsul group, Sansepolcro 2013, ISBN 978-88-96213-06-3, S. 39–46.